# جمع المصفوفات

عنصر من المصفوفة الأولى(أحمر) + العنصر المقابل له من المصفوفة الثانية(أخضر) = يوضع الناتج (أزرق) في مصفوفة جديدة من نفس الحجم في الخانة المقابلة لأماكن العناصر التي تم جمعها(الأحمر+الأخضر).

في الرياضيات، جمع المصفوفات (بالإنجليزية: Matrix addition)‏ هي عملية تأخذ مصفوفتين اثنتين مدخلا لها، وتعطي مصفوفة ثالثة عناصرها هن مجموع العناصر من هذين المصفوفتين واحدا واحدا.
على سبيل المثال:
{\displaystyle {\begin{bmatrix}1&3\\1&0\\1&2\end{bmatrix}}+{\begin{bmatrix}0&0\\7&5\\2&1\end{bmatrix}}={\begin{bmatrix}1+0&3+0\\1+7&0+5\\1+2&2+1\end{bmatrix}}={\begin{bmatrix}1&3\\8&5\\3&3\end{bmatrix}}}
لكي يمكن جمع مصفوفتين اثنتين، ينبغي أن يكون لهذين المصفوفتين نفس عدد الأسطر ونفس عدد الأعمدة. المصفوفة الناتجة عن الجمع لها أيضا نفس عدد الأسطر ونفس عدد الأعمدة.
في المثال أعلاه، عدد أسطر المصفوفتين اللتان استُعملتا في عملية الجمع هو ثلاثة وعدد الأعمدة اثنان. والنتيجة هي مصفوفة عدد اسطرها ثلاثة وعدد أعمدتها اثنان.
هذا الجمع بسيط. ينبعي التمييز بينه وبين نوعين أخرين من الجمع اللذان يطبقان على مصفوفتين ما، هما الجمع المباشر وجمع كرونكر نسبة إلى عالم الرياضيات الألماني ليوبلد كرونكر.
هي عملية حسابية بالغة الاهمية في نظرية المصفوفات حيث انها العملية الثنائية في الزمرة {\displaystyle \mathbb {M} _{n}(\mathbb {R} )}، كما ان هذه العملية مهمة في علوم الحاسوب إضافة إلى اهميتها في الرياضيات لانها اساس نظريات مهمة مثل ايجاد القيم الذاتية للمصفوفات، كما أنَّ جمع المصفوفات يرتكز عليه ايجاد قاعدة للفضاءات الجبرية.

## تعريف
فلتكن {\displaystyle A,B\in \mathbb {M} _{n\times m}(\mathbb {F} )} عندها نقول أنَّ {\displaystyle C\in \mathbb {M} _{n\times m}(\mathbb {F} )} هي مجموع {\displaystyle A} و{\displaystyle B} إذا: {\displaystyle C_{ij}=A_{ij}+_{\mathbb {F} }B_{ij}} في حين أنَّ {\displaystyle \mathbb {F} } هو الحقل الذي أُخذت منه الاعداد.
ملاحظة:
- يمكن النظر للمصفوفة بعدة طرق احداها انها جدول اعداد، لذا لجمع مصفوفتين يجب ان يكون في الجدولين (أي المصفوفتين) نفس عدد الاعداد وبالإضافة نفس الابعاد

## امثلة
1- لنفرض أنَّ {\displaystyle \mathbb {F} =\mathbb {R} } ولتكن {\displaystyle A,B} المصفوفتين التاليتين:
{\displaystyle A={\begin{bmatrix}1&2&3\\0&-1&2\end{bmatrix}}}
,{\displaystyle B={\begin{bmatrix}0&-1&2\\7&2&3\end{bmatrix}}}
حينها: {\displaystyle C=A+B={\begin{bmatrix}1&1&5\\7&1&5\end{bmatrix}}}
2- إذا فرضنا أنَّ {\displaystyle \mathbb {F} =\mathbb {Z} _{8}} ولتكن {\displaystyle A,B} المصفوفتين التاليتين:
{\displaystyle A={\begin{bmatrix}7&3\\5&2\end{bmatrix}}}
,{\displaystyle B={\begin{bmatrix}7&6\\5&2\end{bmatrix}}}
حينها: {\displaystyle C=A+B={\begin{bmatrix}6&1\\2&4\end{bmatrix}}}

## تطبيقات عملية
1- لعملية جمع المصفوفات اهمية في علم التعمية: لنفرض أن {\displaystyle P\in \mathbb {M} _{m\times n}(\mathbb {R} )} مصفوفة ولنقل ان هذه المصفوفة رسالة يريد ان يبعثها مُحمد إلى علي ولكن يخشى مُحمد ان تقع الرسالة في يد العدو لذا ما سيفعله هو تشفير الرسالة وسيفعل هذا بواسطة جمع المصفوفات، لنقل انه لديه مفتاح تشفير {\displaystyle K\in \mathbb {M} _{m\times n}} بحيث انه عشوائي تماما ولنقل ان مُحمد وعلي هما الوحيدان اللّذين لديهما المفتاح، حينها: {\displaystyle E(P,K)=P+K} . لاحظ أنَّ الوسيلة آمنة إذا في كل مرة بعث مُحمد رسالة جديدة غَيَّرَ المِفتاح الذي فيه يتم التشفير.
2- يمكن النظر إلى صورة بيضاء وسوداء على انها مصفوفة مستطيلة في {\displaystyle \mathbb {Z} _{2}} بحيث انه في {\displaystyle A_{ij}=1} إذا كان اللون في المكان {\displaystyle i,j} اسود و- {\displaystyle A_{ij}=0} خلاف ذلك، لنقل انه مُعطى مصفوفتين {\displaystyle A,B} ونريد ان نعلم إذا ما كانت الصورتين متطابقتين، لنفحص هذا نجمع المصفوفتين وإذا كان في مصفوفة الجمع مكان واحد لا يساوي صفرا حينها نعلم ان المصفوفتين مُختلفتين.

## خواص عملية جمع المصفوفات
تحقق عملية جمع المصفوفات الخواص الاتية. وهذه الخواص تناظر تماما تلك الموجودة في جمع الأعداد.

### الابدال
لأى مصفوفتين A،B من نفس الحيز تحقق العلاقة
{\displaystyle A+B=B+A}
وهذه الخاصية تعنى انه لا عبرة لترتيب إجراء عملية جمع المصفوفات.

### الدمج (خاصية التجميع)
لأى ثلاث مصفوفات A،B،C من نفس الحيز تحقق العلاقة
{\displaystyle A+(B+C)=(A+B)+C}
وهذه الخاصية توضح كيف يمكن جمع أكثر من مصفوفتين حيث لا يشترط البدء بترتيب معين.

### عنصر محايد
العنصر محايد في علم الجبر بصفة عامة هو العنصر الذي إذا جمعته على أي عنصر آخر لا تتغير قيمة العنصر الأخير. ومن الواضح أن الذي يؤدى هذا الدور في المصفوفات هو المصفوفة الصفرية، ولكن يجب التنبيه على أن العنصر المحايد في الأعداد هو عنصر وحيد وهو الصفر أما في المصفوفات العنصر المحايد هو المصفوفة الصفرية وهذه ليست مصفوفة واحدة ولكنها تختلف باختلاف الحيز فلجميع المصفوفات التي حيزها {\displaystyle m\times n} يكون العنصر المحايد هو المصفوفة الصفرية {\displaystyle O_{m\times n}}

### معاكس جمعي
في علم الجبر بصفة عامة يعرف المعكوس الجمعى لعنصر ما بأنه عنصر آخر إذا جمعته على العنصر الأول كان الناتج هو العنصر المحايد. كما تقول في الأعداد أنَّ 3- هو معاكس جمعي للعدد 3 لأن 0=3+ (3-) وبنفس المنطق نجد ان معاكس جمعي لمصوفة هو مصفوفة أخرى من نفس الحيز مع تغيير إشارة جميع العناصر. فعلى سبيل المثال معاكس جمعي للمصفوفة {\displaystyle {\begin{bmatrix}1&2\\-1&3\end{bmatrix}}} هو المصفوفة {\displaystyle {\begin{bmatrix}-1&-2\\1&-3\end{bmatrix}}} وبصفة عامة نقول إن معاكس جمعي للمصفوفة A هو المصفوفة A- حيث تنتج المصفوفة الأخيرة من ضرب جميع عناصر المصفوفة في 1- .